# Club des arts du peuple du Kerala
Le Club des arts du peuple du Kerala est un mouvement théâtral basé à Kayamkulam (en), Kerala, qui eut son influence dans la propagation du communisme en Inde.

## Histoire
Ce fut en 1951 que le Club des arts du peuple du Kerala proposa sa première pièce, Ente Makananu Sari ("Mon fils a raison"), avec des chansons écrites par Punaloor Balan (en). Puis vint en 1952 une seconde pièce écrite par Thoppil Bhasi (en), Ningalenne Communistakki (en) ("Tu fis de moi un communiste") qui devint un succès au long cours du théâtre en malayalam : un temps censurée, elle fut représentée plus de 10 000 fois.
Pour Vayala Vasudevan Pillai (en), c'était une organisation culturelle avec un but politique, et elle eut toujours le soutien du parti.
Le Parti communiste d'Inde lui doit un peu de sa notoriété (ainsi qu'au Progressive Writers' Movement (fondé en 1936) et à l'Indian People's Theatre Association (en) (fondée en 1943)), ce qui lui permit de gouverner l'état du Kerala entre 1957 et 1959.

## Galerie

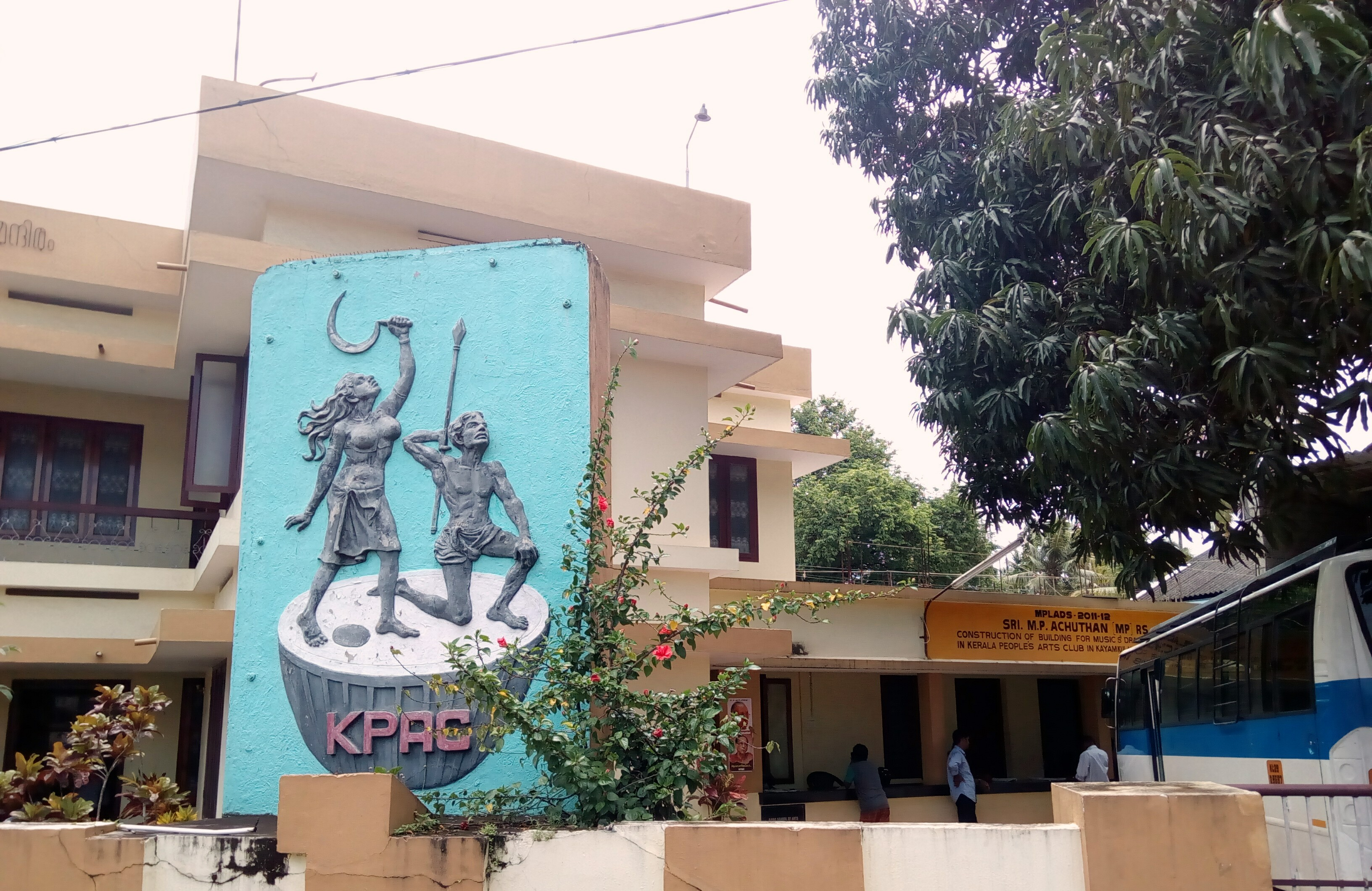
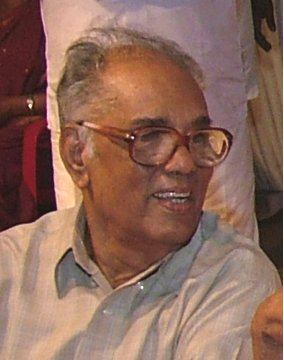
G. Janardhana Kurup (en), un des fondateurs du Club
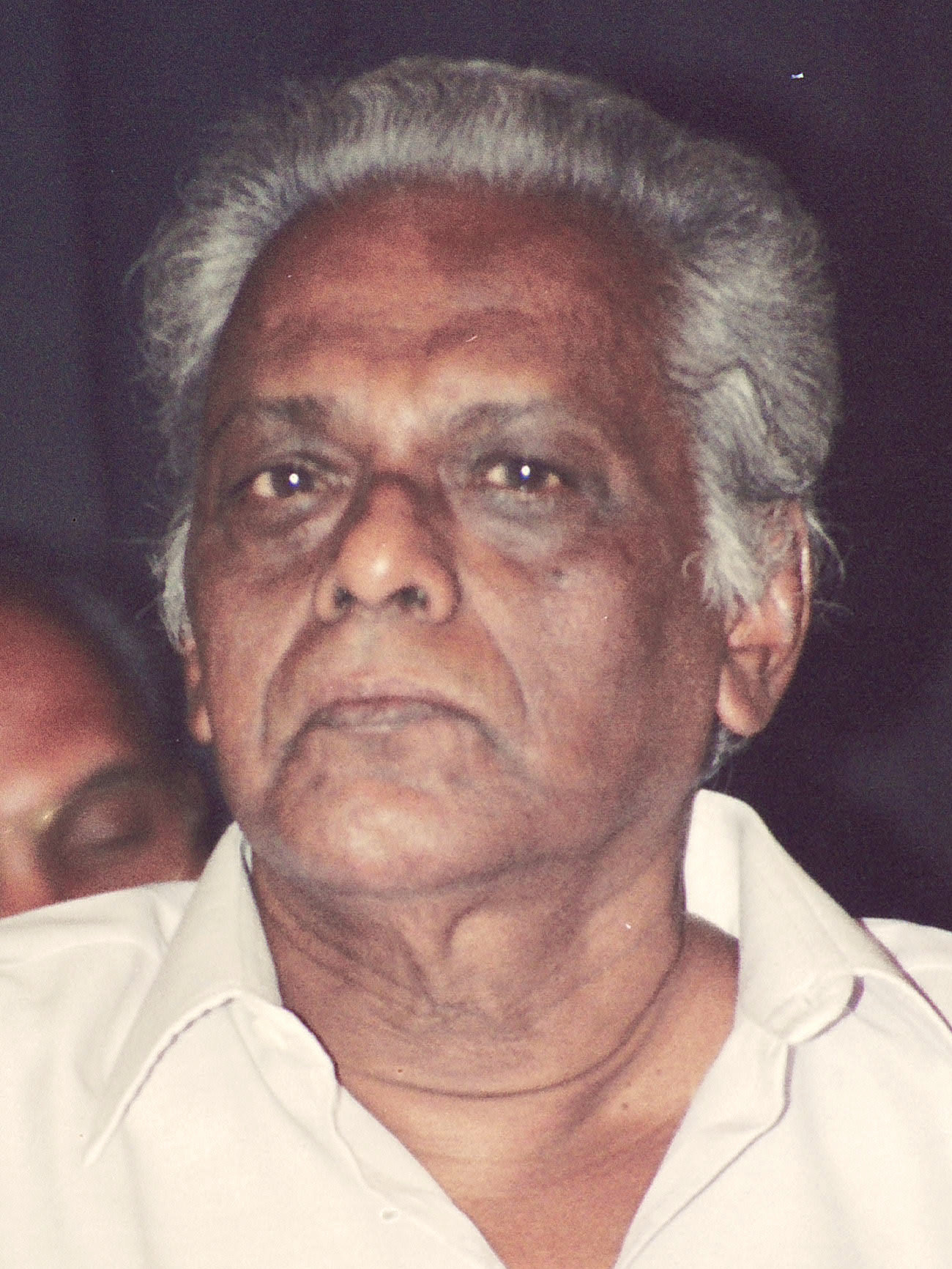
G. Devarajan (en) en fut membre
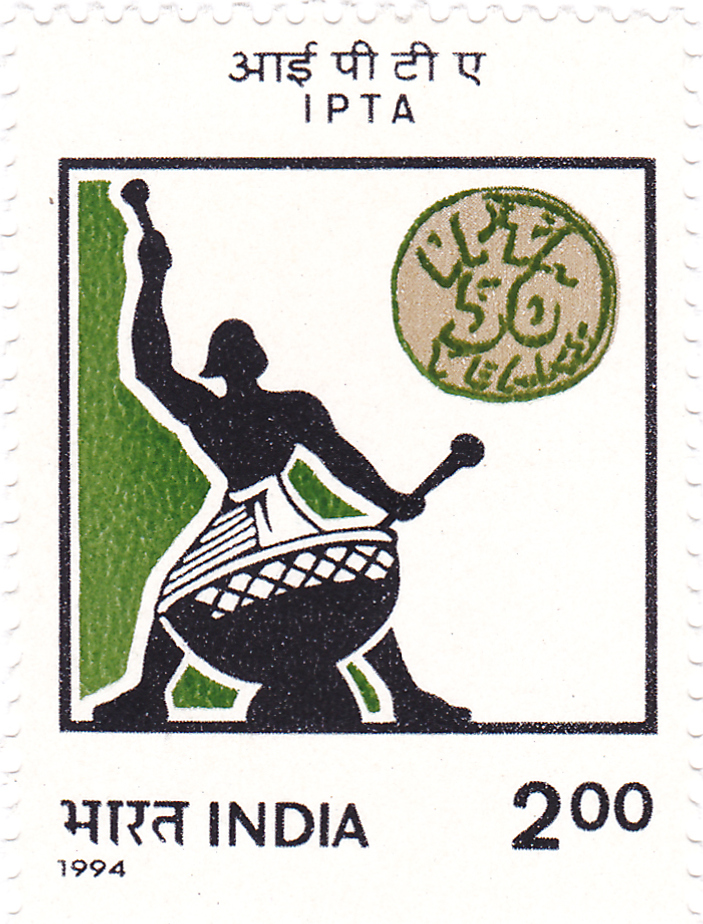
Timbre évoquant l'Indian People's Theatre Association (en)